# خايمي أيالا (لاعب كرة قدم)
خايمي أيالا (بالإسبانية: Jaime Ayala)‏ هو لاعب كرة قدم مكسيكي في مركزي الدفاع والوسط، ولد في 16 سبتمبر 1990 في أوروابان في المكسيك. لعب مع كروز آزول.